# 陳鴻基
陳鴻基（1950年9月30日—），中華民國（台灣）政治人物，曾代表中國國民黨當選為第三屆、第四屆立法委員。
2001年立法委員選舉，陳鴻基仍獲得中國國民黨提名，因與時任台北市議員的另一位國民黨提名候選人陳雪芬共同提出「國、民合作」議題而名躁一時，結果雙雙落選。
2002年11月2日，陳鴻基宣佈退出國民黨，並加入台灣團結聯盟擔任組織部主任。2004年10月獲派為臺北駐日本經濟文化代表處副代表。2007年9月擔任亞東關係協會會長。

## 荣誉

### 外国勋章奖章
- 旭日重光章（日本，2022年4月29日公布[5]）